# Dipteridaceae
Famille
Les Dipteridaceae sont une famille de fougères de l'ordre des Gleicheniales.

## Description
Ce sont des fougères à rhizome long et rampant, couvert de soies ou de poils articulés. Elles sont portées par un stipe muni d'un seul faisceau cribro-vasculaire. Le limbe foliaire (du moins pour les stériles) est fendu en deux parties subégales ou souvent plus ; les nervures sont fortement réticulées, avec des nervilles incluses.
Les sores sont exfoliées, discrètes, compitales (à l'intersection des nervures de connexion), dispersées sur la surface. Les frondes sinon dimorphiques et fertiles sont couvertes de sporanges à maturation simultanée ou mixte, avec des pédoncules à quatre sériations ; les anneaux sont presque verticaux ou légèrement obliques ; les spores sont ellipsoïdes, ou tétraédriques et trilobées, à surface lisse ou rugueuse, environ 64 ou 128 par sporange. Les gamétophytes sont cordés-thalloïdes. La ploïdie est de x=33.

## Répartition
Regroupant deux genres actuels, Cheiropleuria (en) et Dipteris (en), la famille compte un total de onze espèces, confinées à l'Asie, la Nouvelle-Guinée et le nord de l'Australie. Bien que constituant actuellement une petite famille, ses représentants étaient beaucoup plus abondants au mésozoïque, les fossiles les plus anciens datant du Trias moyen, trouvés en Italie, en Australie et en Argentine. Dix genres fossiles sont connus, dont Hausmannia, Clathropteris, Dictyophyllum, Thaumatopteris, Camptopteris et Polyphacelus.

## Systématique
La famille a été créée en 1901 pour le genre type Dipteris, par les botanistes britanniques Albert Charles Seward et Elizabeth Dale (d), dans Philosophical Transactions of the Royal Society of London, Series B, sous le nom de Dipteridinae.

### Étymologie
Le nom vient du genre type Dipteris, dérivé du grec δυο / dyo, « deux », et πτέρης / pteris, « fougère », en référence aux feuilles bipartites.

### Phylogénie
Le cladogramme suivant montre le placement des Dipteridaceae dans une relation phylogénique probable avec les deux autres familles de l'ordre des Gleicheniales :
| Gleicheniaceae | 6 genres |
|                | 6 genres |

| Matoniaceae   | 2 genres |
|               | 2 genres |
| Dipteridaceae | \| \| Cheiropleuria (en) – environ 3 espèces \| \| \| \| \| \| Dipteris (en) – environ 7 espèces \| \| \| \| |
|               | \| \| Cheiropleuria (en) – environ 3 espèces \| \| \| \| \| \| Dipteris (en) – environ 7 espèces \| \| \| \| |
|               | Cheiropleuria (en) – environ 3 espèces                                                                       |
|               | |
|               | Dipteris (en) – environ 7 espèces                                                                            |
|               | |

|  | Cheiropleuria (en) – environ 3 espèces |
|  |                                        |
|  | Dipteris (en) – environ 7 espèces      |
|  |                                        |

| Gleicheniaceae | 6 genres |
|                | 6 genres |

| Matoniaceae   | 2 genres |
|               | 2 genres |
| Dipteridaceae | \| \| Cheiropleuria (en) – environ 3 espèces \| \| \| \| \| \| Dipteris (en) – environ 7 espèces \| \| \| \| |
|               | \| \| Cheiropleuria (en) – environ 3 espèces \| \| \| \| \| \| Dipteris (en) – environ 7 espèces \| \| \| \| |
|               | Cheiropleuria (en) – environ 3 espèces                                                                       |
|               | |
|               | Dipteris (en) – environ 7 espèces                                                                            |
|               | |

|  | Cheiropleuria (en) – environ 3 espèces |
|  |                                        |
|  | Dipteris (en) – environ 7 espèces      |
|  |                                        |

### Liste des genres
Selon GBIF (28 juin 2022) :
- †Apachea Daugherty, 1941
- †Bongamia Nhat Mai, 1985
- †Camptopteris K.B.Presl, 1838
- Cheiropleuria K.B.Presl, 1851
- †Clathropteris A.T.Brongniart, 1828
- †Dictyophyllum Lindley & W.Hutton, 1834
- Dipteris Reinw.
- †Goeppertella S.Ôishi & K.Yamasita, 1936
- †Hausmannia Dunker, 1846
- †Polyphacelus X.Yao, T.N.Taylor & E.L.Taylor, 1991
- †Taipingchangella X.H.Yang, 1978
- †Thaumatopteris Göppert, 1841

La World Flora Online (WFO) (28 juin 2022) ajoute le genre Phymatodes, généralement considéré comme un synonyme de Dipteris.